# SUSSY
SUSSY（スッシー、本名:古屋正仁（ふるや まさひと）、1974年2月3日 - ）は日本のギタリスト。
出身は山梨県塩山市（現・甲州市）で、星座は水瓶座、血液型はO型。SEX MACHINEGUNSの元メンバーで、現在はINO HEAD PARKで活動している。バンド名の由来は「井の頭公園」の直訳で、SEX MACHINEGUNSからHM要素を抜き、コミカルな要素を強調したようなコンセプトのバンドである。
ステージネームの由来は、「古屋寿人」と書き間違えた名前をAnchangが更に「すしひと」と読み間違え、それが渾名として広まり、定着したことがきっかけとされる（SEX MACHINEGUNS加入直後のチラシなどには「寿司人」と書かれていた）。

## 略歴
1995年にSEX MACHINEGUNSのギタリストとしてデビューし、2001年に脱退。
2002年、渡米しGOROに加入。
2008年、サポートメンバーとして古巣SEX MACHINEGUNSに復帰。以降、定期的に参加し、2012年10月12日以降は固定メンバーとなる。
2011年、SEX MACHINEGUNS「こんにゃくパンチツアー」の11月3日柏、4日熊谷、5日前橋において、オープニングアクトにINO HEAD PARKとしても出演。

## 使用機材
ギター
- ESP ハレンチV-NIGHT MIRROR
- ESP ハレンチV-BLACK NIGHT
- ESP ハレンチV-NIGHT LIFE
- ESP ハレンチV-VIRGIN NIGHT
- ESP ハレンチV-NIGHT SWAN
- ESP ハレンチV-NIGHT RANGER
- ESP ハレンチV-PINK NIGHT
- ESP ハレンチV-NIGHT LINE
- ESP ハレンチV-NIGHT FIRE